# Berliner SV 92
El Berliner SV 92 es un equipo de fútbol de Alemania que juega en la Kreisliga A Berlin, novena división de fútbol del país. Es uno de los equipos fundadores de la Asociación Alemana de Fútbol y uno de los equipos de fútbol más viejos de Alemania.

## Historia
Fue fundado el 2 de julio de 1892 en el distrito de Wilmersdorf de Berlín como BTuFC Britannia como un club multideportivo con secciones en críquet y rugby luego de que los deportes ingleses adquirieran popularidad en Europa.
Fue hasta 1898 que comenzó a participar en competiciones oficiales y ganó el Campeonato de fútbol de Brandenburgo en tres ocasiones y en 1904 llegó a la final del Campeonato Alemán de fútbol ante el VfB Leipzig, pero este partido nunca se jugó por no ponese de acuerdo en la sede de la final.
Al finalizar la Primera Guerra Mundial el club se fusiona con el Fortuna Berlin y pasa a llamarse Berliner SV 92 dejando su nombre original en el olvido como equipo de la Versbandsliga.
Luego de la reorganización del fútbol en Alemania a causa del Tercer Reich en 1933, el club fue ubicado en la Gauliga Berlin-Brandenburg, liga que ganó en cuatro ocasiones. Luego de que finalizara la Segunda Guerra Mundial todos los equipos deportivos de Alemania fueron ordenados a desaparecer por el proceso de desnazificación, por lo que fue refundado como SG Wilmersdorf como un equipo de la liga de Berlín en 1945 y fue campeón de los territorios ocupados de Gran Bretaña un año después.
Posteriormente el club se integró a la Oberliga Berlin y en 1948 retomaron su nombre original y ganaron el campeonato de Oberliga en dos ocasiones, pero en la fase nacional fueron eliminados en las primeras rondas.
Cuando la Bundesliga de Alemania fue creada en 1963 como la nueva primera división profesional, el club se integró a la Regionalliga Berlin, de la cual desciende en 1974 y así inició un proceso de caída libre que lo llevaron a las ligas distritales.

## Palmarés
- Campeonato de fútbol de Brandenburgo: 3

1898, 1903, 1904
- Gauliga Berlin-Brandenburg: 4

1936, 1938, 1943, 1945 (inconcluso)
- Oberliga Berlin: 2

1949, 1954
- Amateurliga Berlin: 1 (III)

1971
- Bezirksliga Berlin: 1 (VII)

2004

## Jugadores

### Jugadores destacados
- Hans Appel, cinco apariciones con la selección nacional entre 1933 y 1938
- Kurt Diemer, cuatro apariciones con la selección nacional entre 1912 y 1913
- Erich Goede, un partido con la selección nacional en 1939
- Helmut Jahn, 17 partidos con la selección nacional entre 1939 y 1942

## Entrenadores

### Entrenadores destacados
- Steve Bloomer (1914-19)